# Cantó de Barjac
El cantó de Barjac és un cantó del departament francès del Gard, situat al districte d'Alès. Té 7 municipis i el cap cantonal és Barjac.

## Municipis
- Barjac
- Mejanas e lo Clap
- Ribièiras
- Ròcaguda
- Sent Jan de Maruèjols e Avejan
- Sent Privat de Champclaus
- Taraus